# Воля-Сенніцька
Воля-Сенніцька (пол. Wola Siennicka) — село в Польщі, у гміні Сенниця-Ружана Красноставського повіту Люблінського воєводства. Населення — 362 особи (2011).

## Історія
За даними етнографічної експедиції 1869—1870 років під керівництвом Павла Чубинського, у селі переважно проживали римо-католики, меншою мірою — греко-католики, які здебільшого розмовляли українською мовою.
У 1975—1998 роках село належало до Холмського воєводства.

## Демографія
Демографічна структура станом на 31 березня 2011 року:
|          | Загалом | Допрацездатний вік | Працездатний вік | Постпрацездатний вік |
| -------- | ------- | ------------------ | ---------------- | -------------------- |
| Чоловіки | 183     | 44                 | 115              | 24                   |
| Жінки    | 179     | 34                 | 93               | 52                   |
| Разом    | 362     | 78                 | 208              | 76                   |